# Saint-Michel-en-Brenne
Saint-Michel-en-Brenne és un municipi francès, situat al departament de l'Indre i a la regió de Centre – Vall del Loira. L'any 2007 tenia 321 habitants.

## Demografia

### Població
El 2007 la població de fet de Saint-Michel-en-Brenne era de 321 persones. Hi havia 136 famílies, de les quals 36 eren unipersonals (12 homes vivint sols i 24 dones vivint soles), 68 parelles sense fills, 28 parelles amb fills i 4 famílies monoparentals amb fills.
La població ha evolucionat segons el següent gràfic:
Habitants censats

### Habitatges
El 2007 hi havia 220 habitatges, 140 eren l'habitatge principal de la família, 65 eren segones residències i 15 estaven desocupats. 218 eren cases i 2 eren apartaments. Dels 140 habitatges principals, 102 estaven ocupats pels seus propietaris, 33 estaven llogats i ocupats pels llogaters i 5 estaven cedits a títol gratuït; 18 tenien dues cambres, 27 en tenien tres, 46 en tenien quatre i 49 en tenien cinc o més. 127 habitatges disposaven pel capbaix d'una plaça de pàrquing. A 62 habitatges hi havia un automòbil i a 64 n'hi havia dos o més.

### Piràmide de població
La piràmide de població per edats i sexe el 2009 era:
| Homes | Edats   | Dones |
| ----- | ------- | ----- |
| 0     | 95 o +  | 0     |
| 0     | 90 a 94 | 0     |
| 8     | 85 a 89 | 0     |
| 4     | 80 a 84 | 0     |
| 4     | 75 a 79 | 12    |
| 12    | 70 a 74 | 12    |
| 12    | 65 a 69 | 16    |
| 16    | 60 a 64 | 4     |
| 0     | 55 a 59 | 12    |
| 8     | 50 a 54 | 8     |
| 16    | 45 a 49 | 20    |
| 16    | 40 a 44 | 8     |
| 8     | 35 a 39 | 16    |
| 0     | 30 a 34 | 4     |
| 8     | 25 a 29 | 8     |
| 8     | 20 a 24 | 12    |
| 12    | 15 a 19 | 4     |
| 8     | 10 a 14 | 16    |
| 8     | 5 a 9   | 4     |
| 0     | 0 a 4   | 4     |

## Economia
El 2007 la població en edat de treballar era de 197 persones, 118 eren actives i 79 eren inactives. De les 118 persones actives 112 estaven ocupades (53 homes i 59 dones) i 6 estaven aturades (4 homes i 2 dones). De les 79 persones inactives 30 estaven jubilades, 9 estaven estudiant i 40 estaven classificades com a «altres inactius».

### Ingressos
El 2009 a Saint-Michel-en-Brenne hi havia 134 unitats fiscals que integraven 286,5 persones, la mediana anual d'ingressos fiscals per persona era de 15.249 €.

### Activitats econòmiques
Dels 9 establiments que hi havia el 2007, 4 eren d'empreses de construcció, 1 d'una empresa de transport, 1 d'una empresa d'hostatgeria i restauració, 2 d'empreses immobiliàries i 1 d'una empresa de serveis.
Dels 4 establiments de servei als particulars que hi havia el 2009, 1 era un paleta, 1 lampisteria, 1 empresa de construcció i 1 restaurant.
L'any 2000 a Saint-Michel-en-Brenne hi havia 18 explotacions agrícoles que ocupaven un total de 1.089 hectàrees.

## Poblacions més properes
El següent diagrama mostra les poblacions més properes.